# Boussu

Boussus vapen

Boussus läge inom provinsen Hainaut

Boussu är en kommun i provinsen Hainaut i regionen Vallonien i Belgien. Boussu hade 20 192 invånare per 1 januari 2008.
Boussu har varit känt för sina omgivande stenkolsgruvor och en omfattande järn- och glasindustri.